# Rennrodel-Weltcup 1992/93
Die Weltcupsaison 1992/93 im Rennrodeln begann am 21. November 1992 im österreichischen Igls und endete am 28. Februar 1993 in Lake Placid in den USA. Weiterer Saisonhöhepunkt waren die Rennrodel-Weltmeisterschaften im kanadischen Calgary.
Gesamtweltcupsieger wurde bei den Frauen Gerda Weissensteiner aus Italien, bei den Männern siegte erneut Markus Prock aus Österreich und bei den Doppelsitzern gewann das italienische Duo Hansjörg Raffl/Norbert Huber seinen achten und letzten Gesamtweltcup.
Die Saison wurde an acht Weltcupstationen in Europa und Nordamerika ausgetragen. Erstmals waren die Rodelbahnen im französischen in La Plagne und im norwegischen Lillehammer Austragungsort eines Weltcuprennens im Rennrodeln.

## Weltcupergebnisse
| Datum                 | Ort         | Disziplin     | Sieger                       | Zweiter                       | Dritter                            |
| --------------------- | ----------- | ------------- | ---------------------------- | ----------------------------- | ---------------------------------- |
| 21./22. November 1992 | Igls        | Einsitzer (F) | Sylke Otto                   | Andrea Tagwerker              | Susi Erdmann                       |
| 21./22. November 1992 | Igls        | Einsitzer (M) | Jens Müller                  | Markus Prock                  | Gerhard Gleirscher                 |
| 21./22. November 1992 | Igls        | Doppel (M)    | Hansjörg Raffl Norbert Huber | Yves Mankel Thomas Rudolph    | Kurt Brugger Wilfried Huber        |
| 28./29. November 1992 | Altenberg   | Einsitzer (F) | Jana Bode                    | Susi Erdmann                  | Gabriele Kohlisch                  |
| 28./29. November 1992 | Altenberg   | Einsitzer (M) | Markus Prock                 | Jens Müller                   | Robert Manzenreiter                |
| 28./29. November 1992 | Altenberg   | Doppel (M)    | Hansjörg Raffl Norbert Huber | Kurt Brugger Wilfried Huber   | Stefan Krausse Jan Behrendt        |
| 3./4. Dezember 1992   | Sigulda     | Einsitzer (F) | Doris Neuner                 | Gerda Weissensteiner          | Andrea Tagwerker                   |
| 3./4. Dezember 1992   | Sigulda     | Einsitzer (M) | Markus Prock                 | Wilfried Huber                | Armin Zöggeler                     |
| 3./4. Dezember 1992   | Sigulda     | Doppel (M)    | Hansjörg Raffl Norbert Huber | Aivars Polis Roberts Suharevs | Albert Demtschenko Alexei Selenski |
| 15./16. Januar 1993   | La Plagne   | Einsitzer (F) | Gerda Weissensteiner         | Andrea Tagwerker              | Doris Neuner                       |
| 15./16. Januar 1993   | La Plagne   | Einsitzer (M) | Markus Prock                 | Robert Manzenreiter           | Armin Zöggeler                     |
| 15./16. Januar 1993   | La Plagne   | Doppel (M)    | Yves Mankel Thomas Rudolph   | Mark Grimmette Jon Edwards    | Hansjörg Raffl Norbert Huber       |
| 23./24. Januar 1993   | Königssee   | Einsitzer (F) | Gabriele Kohlisch            | Doris Neuner                  | Gerda Weissensteiner               |
| 23./24. Januar 1993   | Königssee   | Einsitzer (M) | Wilfried Huber               | Georg Hackl                   | Armin Zöggeler                     |
| 23./24. Januar 1993   | Königssee   | Doppel(M)     | Kurt Brugger Wilfried Huber  | Stefan Krausse Jan Behrendt   | Hansjörg Raffl Norbert Huber       |
| 30./31. Januar 1993   | Winterberg  | Einsitzer (F) | Gabriele Kohlisch            | Gerda Weissensteiner          | Sylke Otto                         |
| 30./31. Januar 1993   | Winterberg  | Einsitzer (M) | Georg Hackl                  | René Friedl                   | Duncan Kennedy                     |
| 30./31. Januar 1993   | Winterberg  | Doppel(M)     | Stefan Krausse Jan Behrendt  | Kurt Brugger Wilfried Huber   | Mark Grimmette Jon Edwards         |
| 6./7. Februar 1993    | Lillehammer | Einsitzer (F) | Doris Neuner                 | Gerda Weissensteiner          | Gabriele Kohlisch                  |
| 6./7. Februar 1993    | Lillehammer | Einsitzer (M) | Markus Prock                 | Duncan Kennedy                | Wilfried Huber                     |
| 6./7. Februar 1993    | Lillehammer | Doppel(M)     | Stefan Krausse Jan Behrendt  | Hansjörg Raffl Norbert Huber  | Kurt Brugger Wilfried Huber        |
| 27./28. Februar 1993  | Lake Placid | Einsitzer (F) | Gerda Weissensteiner         | Doris Neuner                  | Andrea Tagwerker                   |
| 27./28. Februar 1993  | Lake Placid | Einsitzer (M) | Georg Hackl                  | Armin Zöggeler                | René Friedl                        |
| 27./28. Februar 1993  | Lake Placid | Doppel(M)     | Kurt Brugger Wilfried Huber  | Hansjörg Raffl Norbert Huber  | Chris Thorpe Gordy Sheer           |

## Weltcupstände

### Frauen
| Rang | Rodlerin             | Land        |
| ---- | -------------------- | ----------- |
| 1.   | Gerda Weissensteiner | Italien     |
| 2.   | Doris Neuner         | Österreich  |
| 3.   | Andrea Tagwerker     | Österreich  |
| 4.   | Susi Erdmann         | Deutschland |
| 5.   | Gabriele Kohlisch    | Deutschland |
| 6.   | Sylke Otto           | Deutschland |

### Männer
| Rang | Rodler              | Land               |
| ---- | ------------------- | ------------------ |
| 01.  | Markus Prock        | Österreich         |
| 02.  | Georg Hackl         | Deutschland        |
| 03.  | Duncan Kennedy      | Vereinigte Staaten |
| 04.  | Wilfried Huber      | Italien            |
| 05.  | Robert Manzenreiter | Österreich         |
| 06.  | Armin Zöggeler      | Italien            |

### Doppelsitzer
| Rang | Duo                          | Land               |
| ---- | ---------------------------- | ------------------ |
| 01.  | Hansjörg Raffl/Norbert Huber | Italien            |
| 02.  | Kurt Brugger/Wilfried Huber  | Italien            |
| 03.  | Stefan Krausse/Jan Behrendt  | Deutschland        |
| 04.  | Mark Grimmette/Jon Edwards   | Vereinigte Staaten |
| 05.  | Yves Mankel/Thomas Rudolph   | Deutschland        |
| 06.  | Chris Thorpe/Gordy Sheer     | Vereinigte Staaten |